# Sant'Angela Merici (Crema)
Sant’Angela Merici è un quartiere di Crema che si è sviluppato a partire dai primi anni settanta del XX secolo nei pressi dello stabilimento Olivetti.

## Storia

### Origini dello stabilimento Olivetti

#### La società Serio
Negli anni venti del XX secolo a Santa Maria della Croce venivano costruiti alcuni capannoni con mulino per alimentare una fornace con ciminiera per produrre ferri di cavallo e attrezzi agricoli. Questo opificio venne acquistato nel 1930 dalla famiglia svizzera Carish con l’obiettivo non raggiunto di impiantarvi una fabbrica per la produzione di grammofoni.

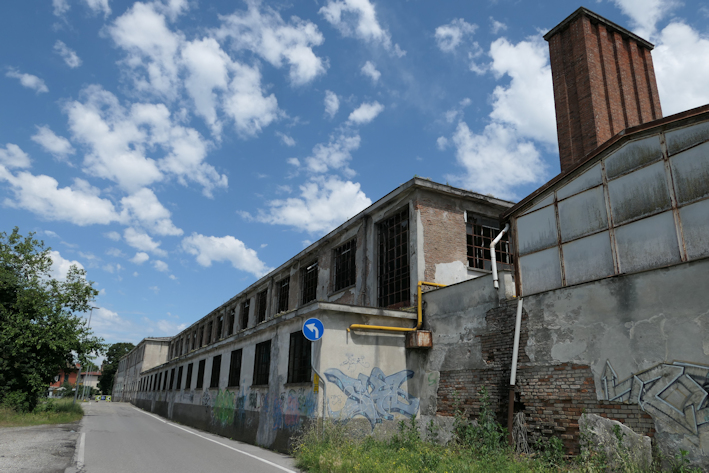
L'ex stabilimento Everest in via Mulini, ora in totale abbandono.

Due anni dopo a Milano venne costituita la Società Anonima Serio che nel 1933 trasformava le precedenti costruzioni di via Mulini per installare una nuova fabbrica per la produzione industriale di macchine da scrivere. I primi modelli furono il Mondial cui seguirono la macchina Everest 35 e la macchina Everest 45 che divenne il modello di punta. Nello stabilimento di Crema venivano prodotte le carrozzerie di ferro e assemblati i modelli mentre le viti ed altri accessori venivano importati tramite i Carish dalla Svizzera. In un altro stabilimento di Milano, invece, venivano prodotte le macchine addizionatrici AlfaEverest.
Grazie anche all’autarchia economica individuata dal regime fascista la produzione aumentò notevolmente cosicché nel 1940 nello stabilimento cremasco vi lavoravano già 509 operai e 26 impiegati; inoltre, era stata organizzata una rete di vendita di 63 agenzie.
Il nome "Everest" finì per identificare la fabbrica assieme alla denominazione marcatamente popolare de Le machinète.
Nel mese di marzo 1943 la Serio si trasformò in società per azioni e nel 1951 a Milano venne aperto un nuovo stabilimento e furono istituiti uffici di rappresentanza e vendita in molte città italiane. La produzione di macchine da scrivere continuò anche dopo il secondo conflitto mondiale e agli inizi di quel decennio per alcuni modelli furono introdotte alcune innovazioni come l’elettrificazione del carrello, l’introduzione ed espulsione automatica dei fogli, i marginatori automatici.

#### L’arrivo dell’Olivetti
Anche grazie all’interessamento dell’onorevole Lodovico Benvenuti, la Serio poteva vantare non poche commesse per i ministeri romani.
Ma gradualmente nel decennio 1950-1960 l’azienda cominciò ad accusare problemi dovuti non solo alla congiuntura economica ma anche al progresso tecnologico e all’evoluzione produttiva: sarebbero stati necessari investimenti, decisione che fece insorgere contrasti tra i soci portando, infine, alla decisione di vendere lo stabilimento cremasco all’Olivetti che lo rilevò nel 1960; l’operazione fu sottaciuta fino al 1962 per smaltire le rimanenze della Everest, quindi vennero trasferite le produzioni di prodotti Olivetti obsoleti destinati al mercato sudamericano e i dipendenti diminuirono da 1.100 a circa 700-800.
Fu in quegli anni che da Ivrea maturò l’idea di espandere il polo produttivo di Crema con la costruzione di un nuovo stabilimento. Probabilmente influenzò la decisione l’inserimento della provincia di Cremona nell’elenco dei "territori depressi" dell'Italia settentrionale e centrale (Legge 614 del 1966) permettendo così ai piemontesi di accedere a fondi ed agevolazioni. Durante una sessione straordinaria del Consiglio comunale del 27 giugno 1968 fu approvata all’unanimità la variante al Piano Regolatore Generale dell’area prossima alla Cascina Pierina (poche centinaia di metri ad ovest del vecchio stabilimento di Santa Maria della Croce) che mutava la superficie dalla destinazione abitativa ed artigianale all'area industriale, compresa una modifica viabilistica di Via Bramante. Nell’attesa della costruzione della nuova struttura venne adattata e ampliata una vecchia fornace di Offanengo ove vennero assunti i primi 350 dipendenti.
Originariamente il programma prevedeva una superficie per l’impiego di 5.500 addetti poi ridimensionato a 3.000 permettendo di salvaguardare la parte settentrionale del lotto acquisito (la cascina Pierina e i terreni circostanti) che venne in seguito adibito ad attività ricreative per i dipendenti; la progettazione fu affidata agli architetti Eduardo Vittoria e Marco Zanuso; secondo alcune fonti per le coperture vi lavorò anche un giovane Renzo Piano.
La nuova infrastruttura venne costruita velocemente al ritmo di 800 metri quadri al giorno avviando poi una serie impressionante di assunzioni che incrementò l’impiego di addetti da 1.200 a 3.150.
Nello stabilimento iniziò la produzione delle macchine da scrivere della famiglia Editor, seguite dalla quelle della famiglia Lexicon (Lexicon 90 e Lexicon 92). Nel 1978 avvenne, infine, una vera rivoluzione nel campo della dattilografia: la messa in produzione nello stabilimento di Crema del modello ET101, la prima macchina da scrivere elettronica del mondo.

### Nascita del nuovo quartiere

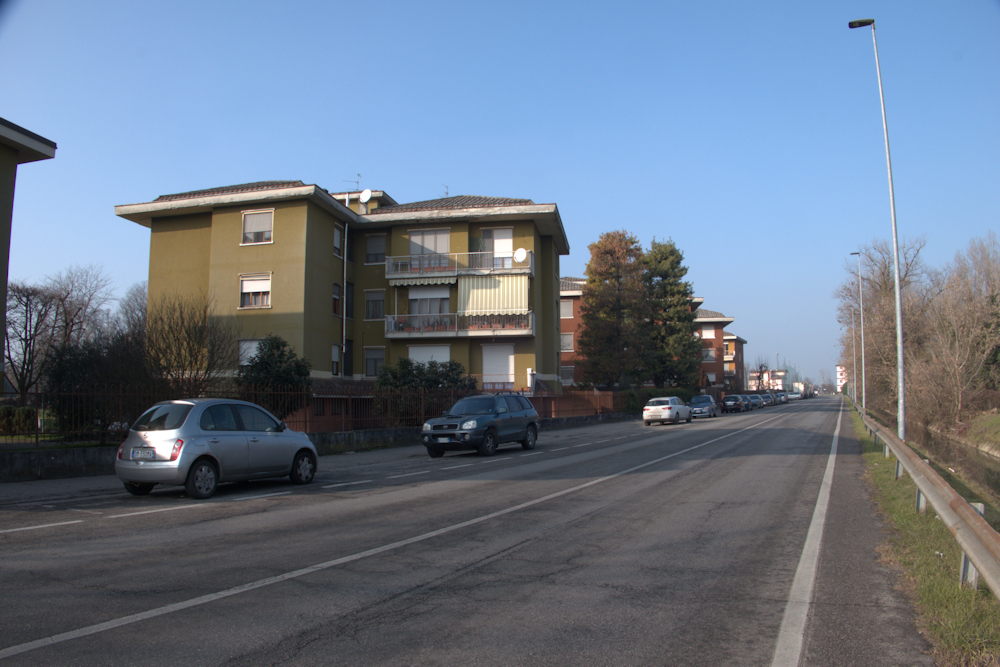
Via Donato Bramante.

L’assunzione di cosi tanti lavoratori nei primi anni settanta destabilizzò i piani urbanistici di Crema, con una sempre maggior richiesta di abitazioni e provocando non pochi problemi nell’erogazione dei servizi (aule scolastiche, sanità) e timori nelle altre industrie cremasche che temevano una fuga di operai verso la nuova fabbrica.
La Società Assicuratrice Norditalia si inserì in questo quadro acquisendo un vasto lotto in via Bramante, giusto di fronte all’ingresso principale dello stabilimento Olivetti, per costruirvi una serie di palazzine. Questo complesso immobiliare - a lungo denominato per l’appunto Quartiere Norditalia - era posto sotto la giurisdizione pastorale della parrocchia di Santo Stefano in Vairano finché nel 1984 monsignor Libero Tresoldi erigeva una cappellania mentre l’Istituto secolare Figlie di Sant’Angela Merici donava un appezzamento di terreno per potervi erigere in futuro un nuovo edificio religioso e relative pertinenze.
Per alcuni anni le funzioni religiose vennero celebrate in uno scantinato che nel settembre 1993 fu completamente allagato procurando parecchi danni ad arredi, libri e materiale elettronico. Così monsignor Tresoldi fece appello alla generosità di tutte le parrocchie della diocesi e il 23 dicembre 1994 fu posta la prima pietra della nuova chiesa che fu completata nel novembre 1997. La solenne dedicazione a Sant’Angela Merici avvenne il 20 gennaio 2000 ad opera di monsignor Angelo Paravisi.
Divenuta, quindi, parrocchia autonoma, dall’anno 2020 forma unità pastorale con le parrocchie di Santa Maria della Croce e Santo Stefano in Vairano.

### Chiusura dello stabilimento
Già verso la metà degli anni settanta il numero di dipendenti nello stabilimento di Crema era diminuito di 300 unità: la monoproduzione del modello XS 1000 e la totale esecutività produttiva senza reparti progettuali e di ricerca, tutti rimasti a Ivrea, furono le cause che produssero un graduale calo di operai.
Nel 1977 lo stabilimento di Offanengo diventava autonomo: diventava la MAE per la produzione di motorini elettrici e, in prospettiva, avrebbe dovuto assorbire il personale di Crema in eccedenza.

Manifestazione contro la chiusura dello stabilimento, il 1º febbraio 1992.

L’introduzione del nuovo modello elettronico ET101 non portò risultati sul piano occupazionale e nel 1979 l’amministratore delegato Carlo De Benedetti parlava chiaramente di 10 mila eccedenze in tutto il gruppo. Lo stato di incertezza durò tra ricollocamenti e cassa integrazione fino al 1982. Solo nell’autunno 1983 aumentò per un breve periodo il lavoro straordinario per far fronte al rallentamento della produzione dello stabilimento di Pozzuoli coinvolto nel fenomeno del bradisismo in atto in quell’area, mentre nel biennio successivo venne introdotto un processo di automazione; gli addetti erano in quell’anno 1.350 e la robottizzazione generò tra lavoratori e sindacati una serie di incognite e preoccupazioni. L’obiettivo dirigenziale era quello di fare di Crema il centro dello scrivere e della videoscrittura: si trattò di una visione che si rivelò poco lungimirante in anni in cui stava crescendo l’interesse per i personal computer; nel 1988 erano 400 gli operai messi in cassa integrazione; nonostante in quell’anno vennero proclamati annunci quali il lancio della linea 108 e della produzione di un personal computer di fascia bassa (il PS-1200) la stessa azienda dichiarava nel 1989 di avere almeno mille unità lavorative in eccedenza, asserzione dalla quale la stampa locale iniziò ad ipotizzare scenari pessimistici sul futuro del polo cremasco; ed ancora: nel 1990 De Benedetti di nuovo citando Crema e il comparto industriale Olivetti in genere affermava di essere al centro di una intensa attività di trasformazione per realizzare nuovi assetti in linea con le esigenze profondamente mutate del mercato.
Ormai era chiaro che anziché trasferirvi produzioni tecnologicamente avanzate lo stabilimento di Crema era considerato marginale con il sempre più frequente ricorso alla cassa integrazione per periodi prolungati; gli incontri e vertici tra autorità, politici e sindacati non portarono risultati; infine, la "negatività" del polo produttivo cremasco (sono ancora parole di De Benedetti) decretò l’inizio di una contrapposizione a tratti anche accesa, con tensioni, ipotesi di ripresa poco concrete (primavera 1990), manifestazioni di piazza, incontri ministeriali e trattative politiche; fu minacciata anche la prospettiva di trasferire la holding in Estremo Oriente; la stampa locale, perfino quella più moderata, non lesinava commenti sfavorevoli sull’operato di De Benedetti e dei vertici dell’azienda accusati di errori di strategia e di politica industriale, opportunismo, “ricatto”.
Agli inizi dell’anno 1992 la situazione precipitò e nel mese di febbraio l’azienda raggiunse un accordo: alla presenza del ministro del lavoro Franco Marini il numero degli esuberi dell’intero gruppo fu ridotto da 2.500 a 1.500; per i 650 dipendenti rimasti nello stabilimento di Crema, 300 sarebbero stati assorbiti dalla pubblica amministrazione, 150 trasferiti, 150 collocati in mobilità e 50 assunti in un ancora ipotetico consorzio pubblico/privato per la costituzione di un polo universitario.
Lo stabilimento, infine, fu definitivamente chiuso alla fine dell’anno.

### Riconversione

#### L'università nelle ex officine
Dopo una complicata gestazione nasceva nel 1995 Reindustria mediante un accordo di programma fra Regione Lombardia, Provincia di Cremona e Comune di Crema, con il supporto del Ministero del lavoro e delle politiche sociali con l’obiettivo del recupero produttivo dell’ex stabilimento Olivetti e per l’insediamento del Polo Didattico e di Ricerca di Crema, dell’Università degli Studi di Milano i cui corsi, infine, iniziarono nell’anno 1996 sotto la coordinazione del professor Gianni Degli Antoni su una porzione di 5.265 metri quadrati coperti dell'ex "Officina" e di 10.450 metri di terreno complessivo.
Nell'anno 2018 il senato accademico decideva di abbandonare Crema sopprimendo le iscrizioni al primo anno per chiudere definitivamente nell’anno 2020, mentre dall’anno accademico 2021-2022 grazie a collaborazioni tra istituzioni ed enti formativi del territorio guidati da ACSU – Associazione Cremasca Studi Universitari partivano nuovi corsi (laurea in infermieristica, corso di produzioni cosmetiche, Corso IFTS Formulatore Cosmetico, Corso IFTS Tecnico della Produzione e trasformazione di prodotti lattiero caseari, Master Universitario in “Infermiere di Famiglia e di Comunità").
Nei locali dell’università vi si tennero anche gran parte dei corsi della Libera Università per l’età adulta (detta anche UNI-Crema), un sodalizio nato nel 2007 su idea della diocesi di Crema per valorizzare le persone attraverso incontri formativi e culturali.
A partire dall'anno 2021 il Comune di Crema iniziava a sviluppare progetti volti alla partecipazione a vari bandi con il fine di riqualificare l'edificio per trasformarlo in centro universitario di alta formazione e ricerca con valenze internazionali; si arrivò così a ottenere fondi per tre diversi lotti di intervento: 1 milione e 900 mila euro per il lotto “Ex O. Hub." finanziato da Fondazione Cariplo, Comune di Crema, Provincia di Cremona, Camera di Commercio, PoliMI e Acsu; il secondo lotto riguarda la riqualificazione funzionale e sismica per 1 milione e 156 mila euro cofinanziati dal Comune di Crema e daòòa Regione Lombardia]; il terzo lotto prevede un intervento generale pari a 2 milioni di euro provenienti da fondi PNRR e dal Ministero dell'interno.
Per quanto riguarda i corsi di laurea in infermieristica, questi dall'autunno 2023 vennero trasferiti nell'ex tribunale (non distante dall'Ospedale Maggiore di Crema) e le lezioni di UNI-Crema presso la scuola secondaria di primo grado di Ombriano.
Con delibera di Giunta regionale del 23 settembre 2024 venivano integrate ulteriori risorse per la realizzazione nello stabilimento ex Olivetti dei corsi ITS orientati verso il mondo della cosmesi

#### Il resto dello stabilimento
Per quanto riguarda il resto dello stabilimento, fu acquistato nel 2016 da un’azienda produttrice di cosmetici per 10 milioni di euro che affidò l’incarico del recupero allo studio Ermentini che operò secondo la filosofia del restauro timido e che gli valse una segnalazione durante l’assegnazione dei riconoscimenti del Premio Dedalo Minosse di Vicenza, edizione 2019.

#### Cascina Pierina
La Cascina Pierina e il relativo parco furono acquistati dal Comune di Crema (con un contributo della Provincia di Cremona) per 3,2 miliardi di lire alla fine del 1998 senza una specifica destinazione fino all'anno 2023. A quell'anno risale il progetto per un totale recupero del parco. i cui lavori, iniziati nel 2024, prevedono la totale rigenerazione dell'area verde di 100 mila metri quadrati da destinare a sport e tempo libero. Il Comune di Crema ha previsto l'impiego di 991 mila euro provenienti dal Piano nazionale di ripresa e resilienza

## Monumenti e luoghi di interesse

### Architetture religiose

#### Chiesa parrocchiale di Sant'Angela Merici

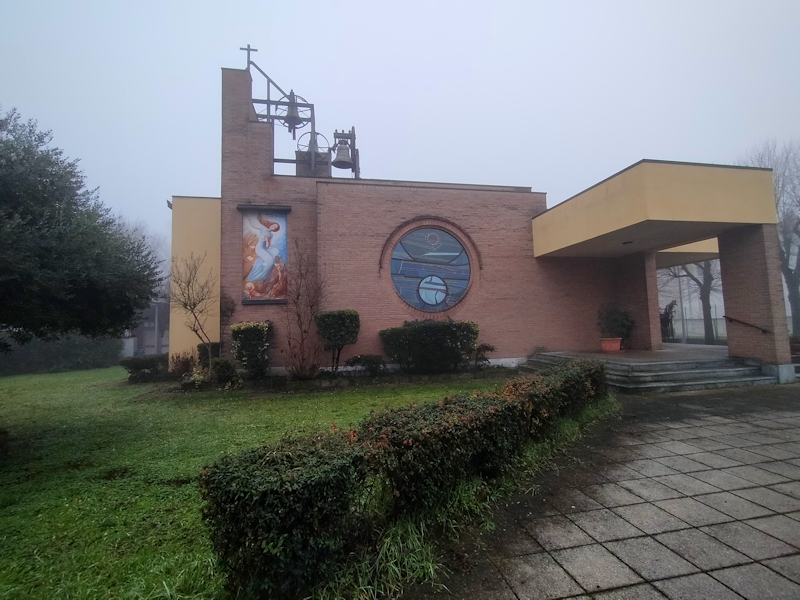
La chiesa di Sant'Angela Merici

La chiesa parrocchiale di Sant'Angela Merici è situata in via Bramante ed è stata consacrata nel 2000. È priva di campanile e le campane (3 in Do4, fuse dalla fonderia Capanni di Castelnovo ne' Monti) sono supportate da una incastellatura parte in muratura e parte in metallo.
Sulla facciata verso via Bramante si apre un grande rosone con una vetrata disegnata da Maurizio Zurla nel 1994.
L’interno è ad aula unica e con grandi travature lignee per soffitto; conserva ulteriori opere di Zurla che già negli anni 1985 e 1986 aveva creato l’altare e il tabernacolo; durante la costruzione della chiesa preparò una via Crucis, un trittico pittorico con Sant’Angela Merici e santi e un crocifisso in bronzo. Ma l’apice artistico e simbolico è collocato sulla parete absidale con il gruppo della Resurrezione: si tratta di un insieme di figure a bassorilievo in terracotta, staccate fra loro, ma "sintatticamente legate" (Merico).

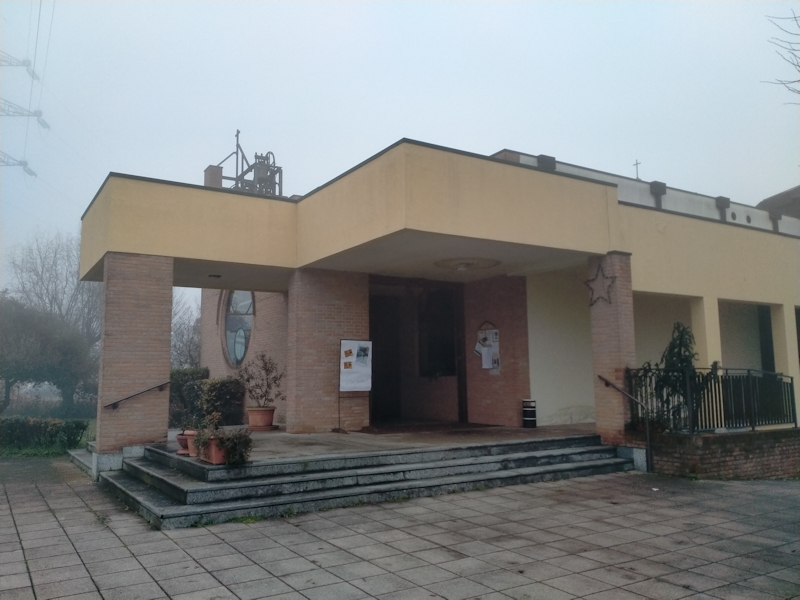
L'accesso.
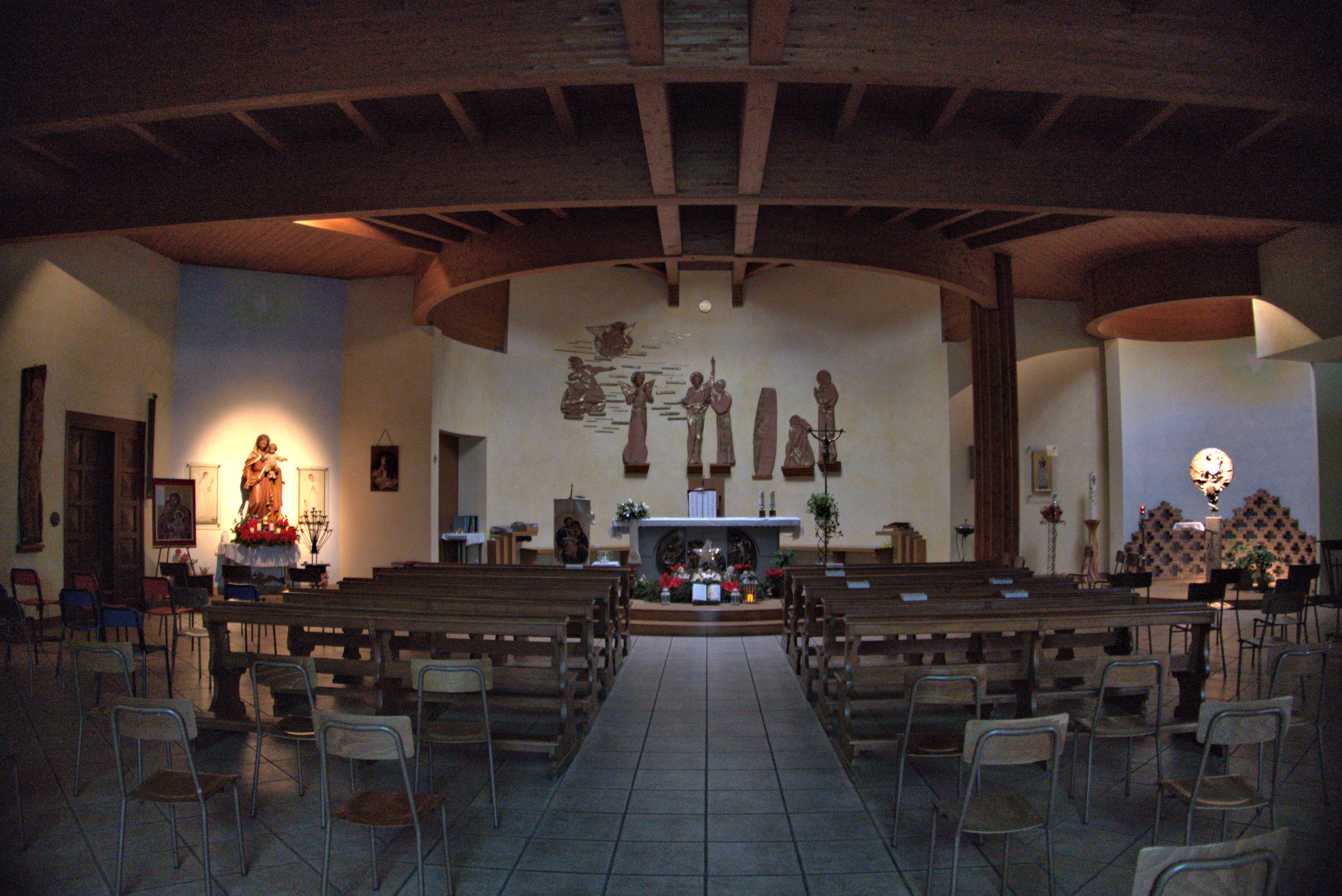
L'aula.
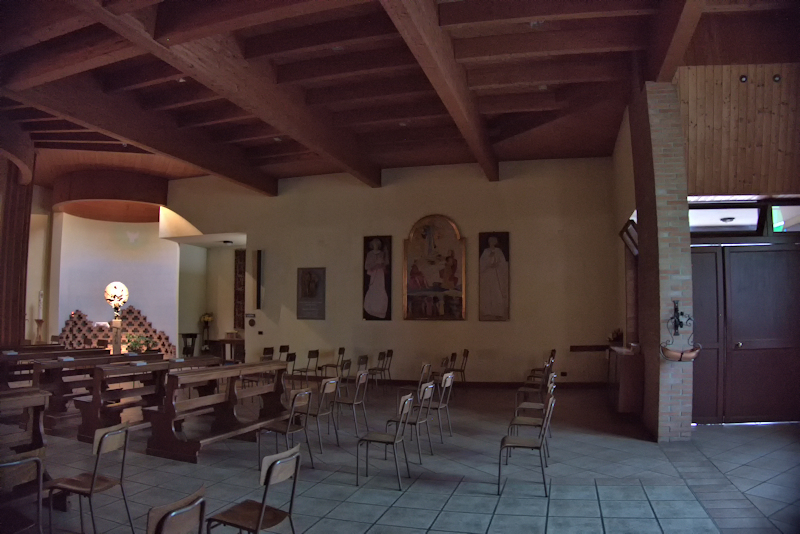
Parete sinistra con il trittico di Maurizio Zurla.
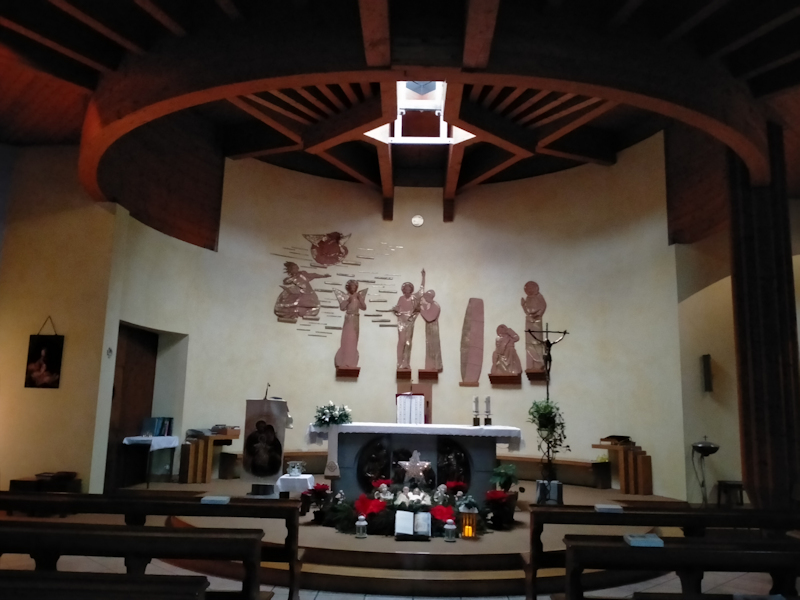
Altare e abside con le sculture di Maurizio Zurla.
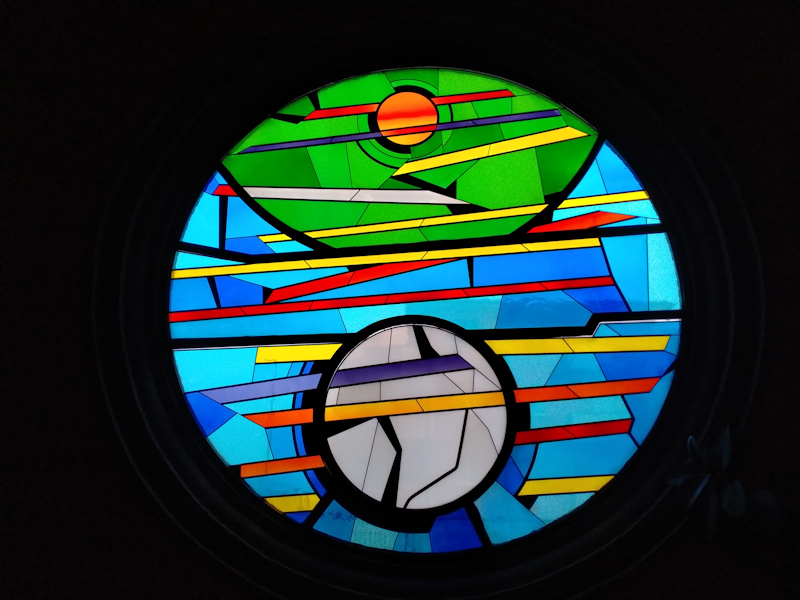
Il rosone.

### Architetture civili

#### Villa Pezzani

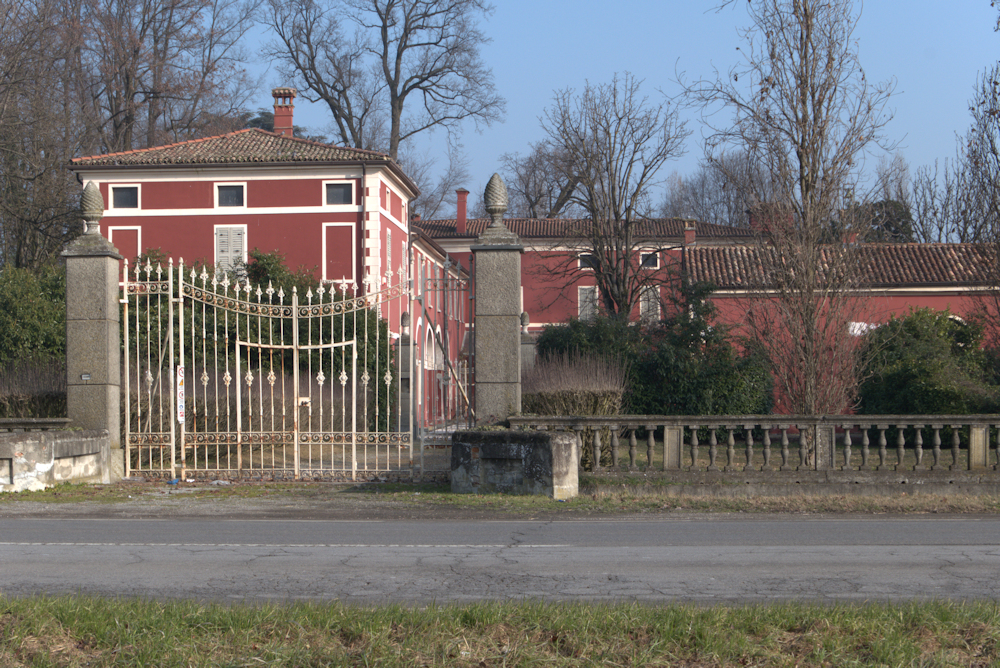
Villa Pezzani.

Collocata lungo via Caravaggio, è una residenza nobiliare derivata da edifici del XVII e XVIII secolo ed un oratorio privato ottocentesco; è preceduta da un vasto giardino e conserva all’interno saloni neoclassici e liberty.

#### Mulino di Porta Nova

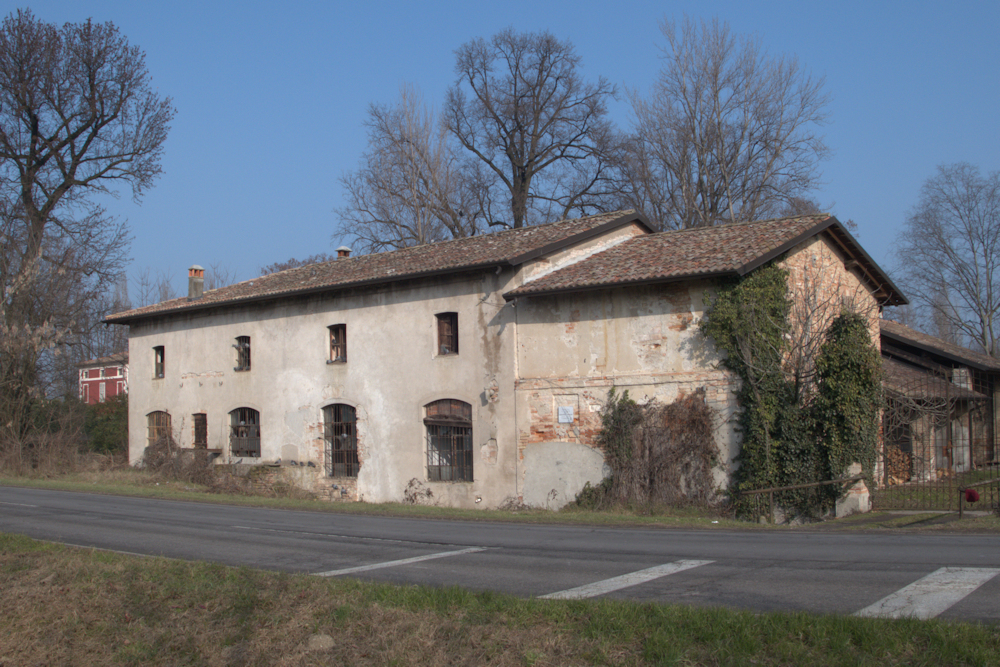
Ex mulino.

Pur non avendo più la caratteristica ruota sono ben riconoscibili le strutture idrauliche indizio dell’antico uso. Una targa collocata sulla fronte di via Caravaggio ricorda che qui nacque il matematico e filosofo Giovanni Vailati.

#### Stabilimento ex Olivetti
La struttura è costituita da pilastri prefabbricati incastrati al piede con perno di centraggio, travi principali con sezione ad Y rovesciata in cemento armato precompresso appoggiate a cavallo della testa dei pilastri e travi secondarie, a sezione a V aperta, appoggiate sulle selle delle travi primarie.
La facciata venne tamponata con sistemi a curtain wall in alluminio con parti trasparenti e opache; le parti in esposizione al sole furono dotate di lamelle frangisole.
Le coperture sono di diverse tipologie di elementi a lucernario con frangisole oppure in resina di poliestere ed acriliche, sia fissi sia apribili.
Il peso massimo di ogni elemento non supera le 18 tonnellate cosicché potevano essere trasportati, sollevati e montati velocemente con l’impiego di un numero ridotto di personale permettendo di posare fino 800 metri quadri al giorno.

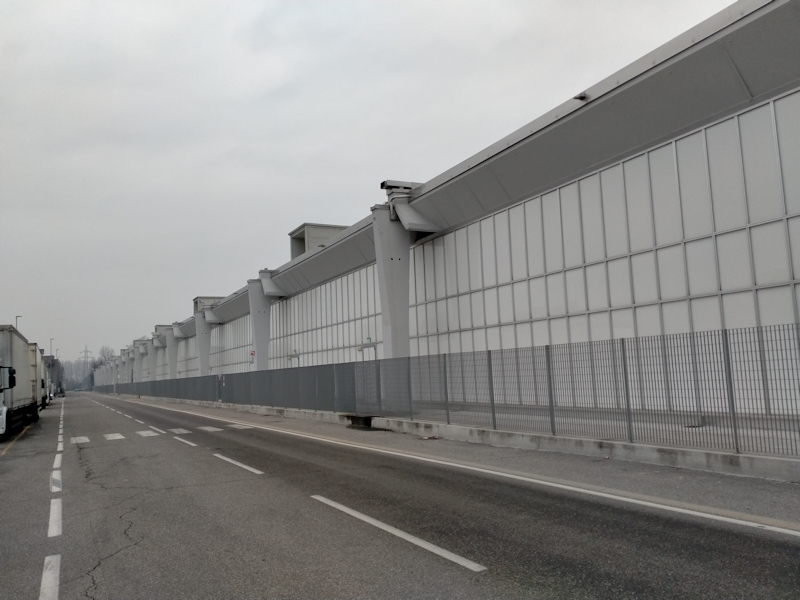
Lo stabilimento visto dal lato di via dell'Industria.
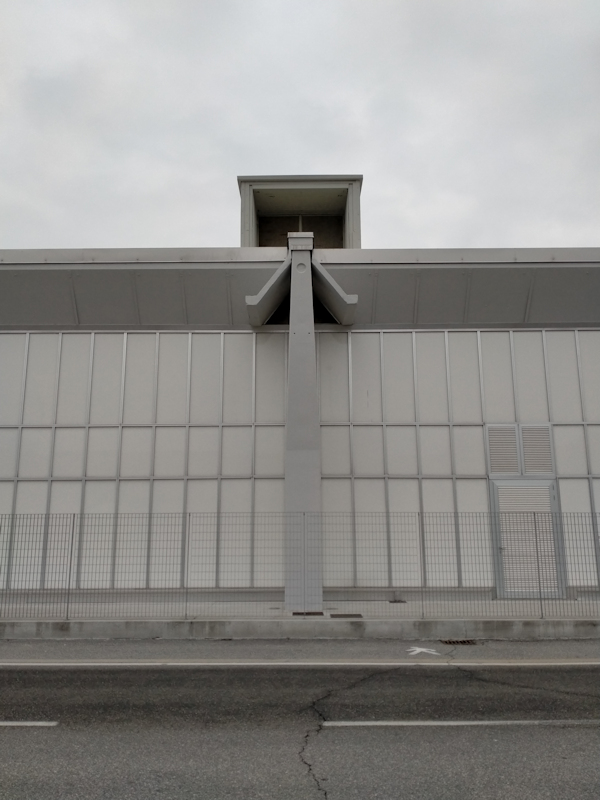
Particolare.
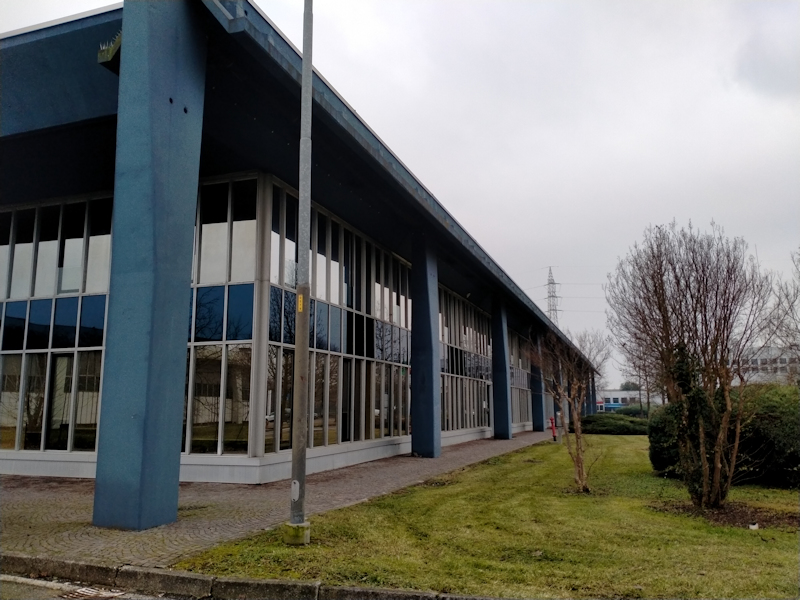
Ex uffici.
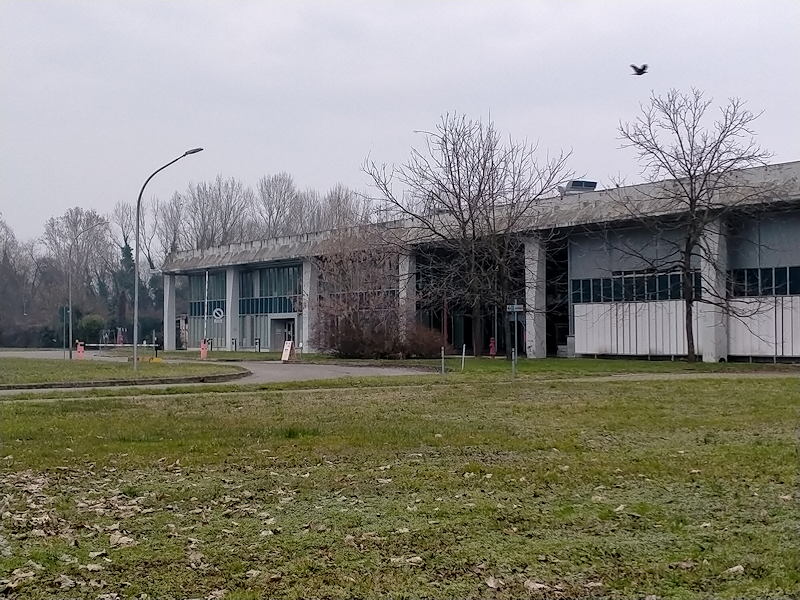
La porzione sede di corsi universitari.